# Los Ángeles (Buenos Aires)
Los Angeles é uma localidade do partido de Chacabuco, da Província de Buenos Aires, na Argentina. Possui uma população estimada em 77 habitantes (INDEC 2001).